# Ricardo Dalmau
Ricardo Dalmau Santana, né le 27 août 1977, à Mayagüez, à Porto Rico, est un joueur portoricain de basket-ball. Il évolue durant sa carrière au poste d'arrière. Il est le fils de Raymond Dalmau et le frère de Christian et Richie Dalmau.

## Palmarès
- 3e du Jeux panaméricains 1999